# Írán na Letních olympijských hrách 2012
Írán na Letních olympijských hrách 2012 v Londýně reprezentovalo 56 sportovců z toho 47 mužů a 9 ženy.

## Medailisté
| Medaile | Jméno                    | Sport     | Disciplína              |
| ------- | ------------------------ | --------- | ----------------------- |
| Zlato   | Behdád Salímí            | Vzpírání  | muži +105 kg            |
| Zlato   | Hamíd Surián             | Zápas     | Muži řecko-římský 55 kg |
| Zlato   | Omíd Naurózí             | Zápas     | Muži řecko-římský 60 kg |
| Zlato   | Gásem Rezáí              | Zápas     | Muži řecko-římský 96 kg |
| Stříbro | Ihsan Hadádí             | Atletika  | Muži hod diskem         |
| Stříbro | Mohammad Bagheri Motamed | Taekwondo | muži 68 kg              |
| Stříbro | Navab Nassirshalal       | Vzpírání  | muži 105 kg             |
| Stříbro | Sajjad Anoushiravani     | Vzpírání  | muži +105 kg            |
| Stříbro | Sádeg Gúdarzí            | Zápas     | Muži volný styl 74 kg   |
| Bronz   | Kianoush Rostami         | Vzpírání  | muži 85 kg              |
| Bronz   | Ehsan Lašgarí            | Zápas     | Muži volný styl 84 kg   |
| Bronz   | Kamil Qasemi             | Zápas     | Muži volný styl 120 kg  |